# 村﨑太郎
村﨑 太郎（むらさき たろう、1961年〈昭和36年〉3月10日 - ）は猿まわし師。株式会社「太郎倶楽部」代表取締役。「日光さる軍団」主宰。

## 来歴・人物
山口県光市出身。実父である村﨑義正が1977年（昭和52年）「周防猿まわしの会」を結成したのを期に、高校2年の正月に「絶えていた猿まわし芸の後継者」に指名され、ニホンザル「次郎」と共に日本の伝統的な猿まわし芸を発展させ、漫才やコントなど演芸の要素を取り入れた。
名前は「太郎」であるが村﨑義正の四男である。長男の村﨑與一、次男の村﨑梅二郎、五男の村﨑五郎は、父が興した「周防猿まわしの会」を継承している。
1980年に上京、翌1981年に大道芸の猿まわしが貴重な民俗芸能として国立劇場に出演。また、角川映画「悪霊島」にも出演。
1988年には太郎の膝の上に次郎が手をつく「反省」のポーズがフジテレビのバラエティ番組『森田一義アワー 笑っていいとも!』で一躍人気を博したことをきっかけにさらなる独自の演出による舞台芸を追求し、1991年（平成3年）には「新三共胃腸薬」（三共・現在の第一三共ヘルスケア）のCMでACC全日本CMフェスティバル優秀賞を、「猿まわし五人衆」の作・演出で文化庁芸術祭大賞を受賞している。のち、「周防猿まわしの会」から独立。
1992年にアメリカに進出。ニューヨーク・リンカーン・センターで公演した他、多数テレビに出演し、アメリカ連邦議会から「日本伝統芸能」の称号を受ける。さらに1995年、中華人民共和国にて公演。上海雑技団の舞台にゲスト出演もするなどグローバルな活動を行っている。
太郎・次郎とその一門による猿まわし団体「太郎倶楽部」をベースに、1996年にオープンした常設劇場「次郎おさるランド」（千葉県市原市・市原ぞうの国内）や各地での巡業での公演などで活動している。
2007年3月17日には太郎と次郎の半生を描いたドラマ「太郎と次郎〜反省ザルとボクの夢〜」（フジテレビ系）が放映され、坂口憲二が村﨑太郎役を演じた。このドラマがきっかけとなり、2007年7月9日にプロデューサーを務めた栗原美和子と結婚したが、2015年3月に離婚。
2008年6月1日から太郎・次郎をはじめとする一門のマネージメント業務を株式会社タイタンに移管。
2008年に出版した栗原の著書『太郎が恋をする頃までには』と、読売テレビ『たかじんのそこまで言って委員会』にて、自身が被差別部落出身であることと、それに伴い差別を受けてきたことをカミングアウトした。1985年の立花隆の著書『青春漂流』で出自に触れているが、テレビで発言したのは初めてである。これをきっかけに、差別問題に関する講演を各地で行なっている。
2015年4月29日、栃木県日光市にかつてあった日光猿軍団を「さる」を平仮名表記の「日光さる軍団」とし復活させた。

## 次郎
次郎（じろう）は村﨑太郎とコンビを組むニホンザル。当代は四代目（2006年7月生まれ）にあたる。
初代は1979年のコンビ結成以後数々の舞台等を経験していたが、1989年に急逝。翌1990年に新たに調教した二代目とコンビを結成する。CM等に出演したのはこの二代目である。二代目は2003年11月8日に死亡。当時「チビ次郎」として出演していた猿が2005年3月に三代目を襲名した。その後、2009年4月、二代目次郎の娘「みるく」と三代目次郎の間に生まれた子猿の「太陽」が四代目次郎を襲名した。
2007年のドラマで次郎役を演じたオス猿の輝（ひかる）は二代目次郎の実の子である。

## 出演
- 天才!志村どうぶつ園  - 不定期

## 受賞歴
- 1991年 - 芸術祭賞 演芸部門

## 著作
- 『橋はかかる』栗原美和子との共著（被差別部落について書かれている）